# Trilla (Pyrénées-Orientales)
Trilla (okzitanisch: Trilhan) ist eine kleine Gemeinde mit 77 Einwohnern (Stand 1. Januar 2022) im Département Pyrénées-Orientales in der französischen Region Okzitanien.

## Lage
Trilla liegt in einem Tal im geographischen Zentrum  des Fenouillèdes, etwa 44 Kilometer (Fahrtstrecke) westlich von Perpignan. Prades, die Hauptstadt des Arrondissements, liegt etwa 29 Kilometer südwestlich. Das Gemeindegebiet ist Teil des Regionalen Naturparks Corbières-Fenouillèdes.

## Bevölkerungsentwicklung
| Jahr      | 1968 | 1975 | 1982 | 1990 | 1999 | 2007 |
| Einwohner | 72   | 76   | 64   | 51   | 54   | 60   |

## Wirtschaft
In Trilla wie in der waldreichen Umgebung des gesamten Fenouillèdes wird in geringem Maße Land- und Forstwirtschaft sowie Weinbau betrieben. Die Weine dienen zu einem geringen Teil dem Eigenbedarf, der größere Teil wird jedoch über die Appellation Côtes du Roussillon vermarktet. Auch die Vermietung von Ferienhäusern (gîtes) spielt eine wichtige Rolle im Wirtschaftsleben der kleinen Gemeinden.

## Geschichte
Bis zum Jahr 870 gehörte das Fenouillèdes noch zur historischen Grafschaft Razès, danach kam es in den Besitz der Grafen der Cerdagne. In einer Bulle des Papstes Sergius IV. aus dem Jahr 1011 wird Trilla (trilianum) erstmals erwähnt und der Abtei von Saint-Michel-de-Cuxa zugeordnet. Durch den Vertrag von Corbeil (1259) wurde das Fenouillèdes dem – von der französischen Krone kontrollierten – Languedoc zugeschlagen.

## Sehenswürdigkeiten
- Die Reste zweier Dolmen (Dolmen von Las Apostados und Dolmen von Las Colombinos) aus der Zeit der Megalithkultur finden sich jeweils etwa einen Kilometer nördlich bzw. nordöstlich des Dorfes; bei Ansignan – etwa zwei bis vier Kilometer weiter nordwestlich – liegen die Reste dreier weiterer Dolmen. Das Alter dieser vorzeitlichen Steingräber dürfte bei etwa 5000 bis 5500 Jahren liegen.
- Die einschiffige Kirche des Ortes (Notre-Dame de l’Assomption) wurde – trotz ihres älteren Aussehens – erst in den Jahren 1852/54 erbaut, als der Ort noch etwa 200 Einwohner zählte. Die Westfassade der Kirche ist vollkommen schmucklos, hat aber einen kleinen – leicht geschwungenen – Glockengiebel.